# Wuzhong
Wuzhong is een stadsprefectuur in het noordoosten van de noordelijke provincie Ningxia, Volksrepubliek China. Wuzhong is de grootste stadsprefectuur in de provincie.

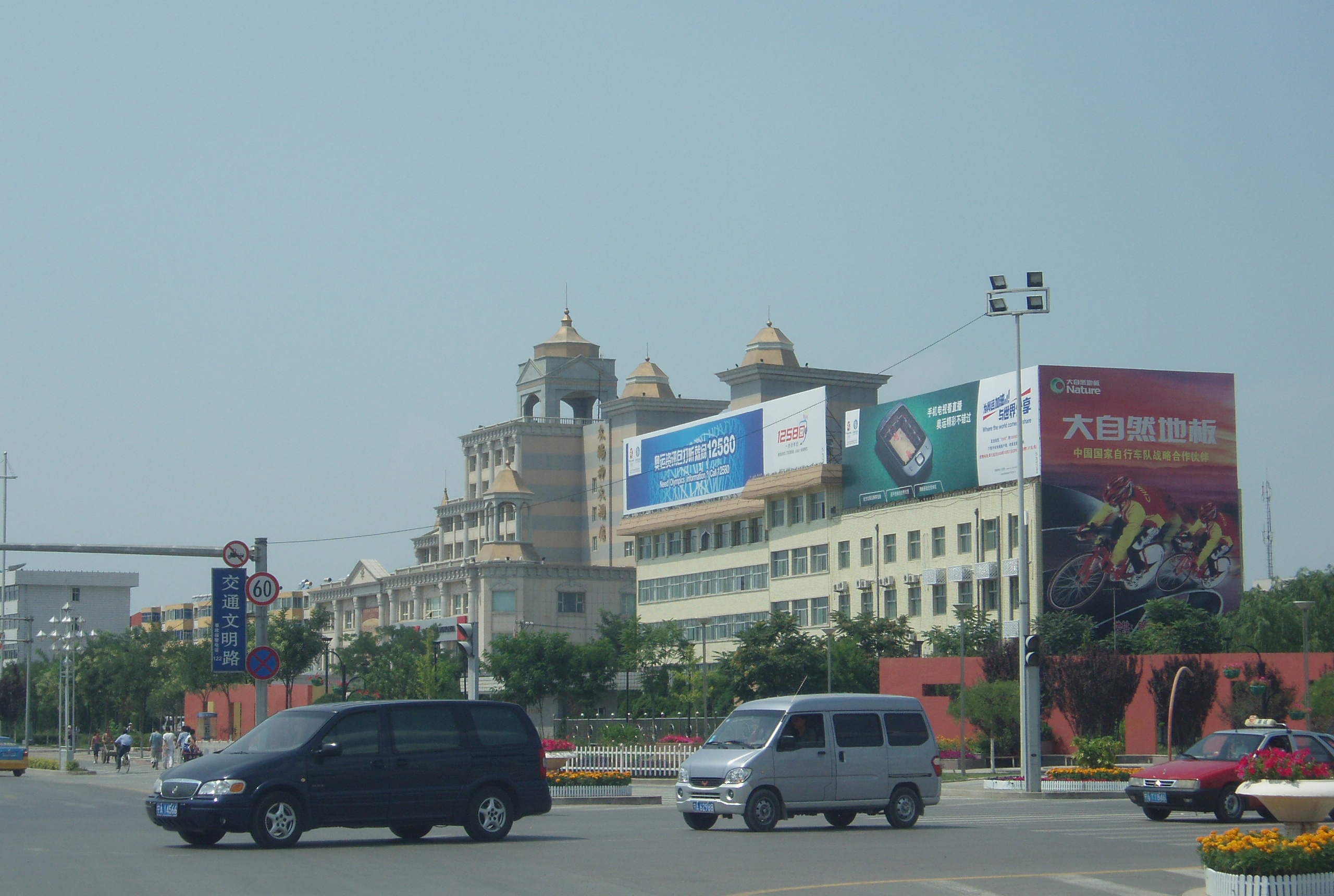
Wuzhong